# وعلان شائع
وعلان شائع (الاسم العلمي:Commelina communis) هو نوع من النباتات يتبع جنس الوعلان من الفصيلة الوعلانية.